# Accolade
Accolade war ein US-amerikanischer Hersteller von Computerspielen. Gegründet wurde das Unternehmen 1984 von Alan Miller und Bob Whitehead, die zuvor Activision verlassen hatten.

## Geschichte
Einer Legende nach wurde der Name gewählt, weil er alphabetisch vor Activision, dem Namen eines konkurrierenden Herstellers, lag. Insbesondere in den 1980er Jahren wurden Computerspiele für die wichtigsten Heimcomputer hergestellt, darunter für Commodore 64, Atari 400 und 800, Amiga, Apple II und den PC.
1992 war Accolade in einem Rechtsstreit mit Sega. Accolade hatte per Reverse Engineering den sogenannten Lockout-Chip rekonstruiert, mit dem der japanische Konsolenhersteller zu kontrollieren versuchte, welche Spiele für das Sega Mega Drive veröffentlicht werden. Das Gericht gab Accolade in seinem Urteil vom Oktober 1992 jedoch Recht (Sega Enterprises Ltd. v. Accolade, Inc., 977 F.2d 1510 (9th Cir. 1992)). Im April 1999 wurde das Unternehmen von Infogrames (heute Atari SA) für 50 Millionen US-Dollar in bar übernommen. Infogrames erhoffte sich von der Übernahme eine Verbreiterung seiner Produktpalette und ein stärkeres Standbein im US-Markt.

## Spiele (Auswahl)
- Ace of Aces
- Altered Destiny
- Apollo 18: Mission to the Moon
- Bar Games
- Bubsy
- Day of the Viper
- Elvira: Mistress of the Dark
- Elvira II: The Jaws of the Cerberus
- Grand Prix Circuit
- Grand Prix – The Cycles
- Grand Prix Unlimited
- Hardball! (3D-Baseball-Simulation)
- Jack Nicklaus Golf (auch für Windows)
- Les Manley in – Search for The King
- Les Manley in – Lost in L.A.
- Law of the West
- PSI-5 Trading Company
- Star Control
- Steel Thunder
- Gunboat
- Summer Challenge
- Test Drive (Rennsimulations-Serie, auch für Windows)
- Turrican (u. a. für den Game Boy)
- Waxworks
- Winter Challenge
- Zero Tolerance (3D-Shooter)